# КЕТА (музыкальный проект)
«КЕТА» — совместный проект лидера группы «Мумий Тролль» Ильи Лагутенко с электронщиком из Риги Андреем Антонцом, также известным как Andrei Oid.

## Состав
- Илья Лагутенко — вокал, гитара, аранжировки
- Андрей Антонец — клавишные, аранжировки

## Дискография

### Синглы
- «Камчатка» (4 февраля 2011)[1]
- «Антифриз» (4 февраля 2011)[2]
- «Клоун» (4 февраля 2011)[3]
- «Манго» (4 февраля 2011)[4]

### Альбомы
- Дерзости (декабрь, 2012)